# She Wants to Dance with Me
A She Wants to Dance with Me című dal Rick Astley 1988-ban megjelent első kislemeze a második Hold Me in Your Arms című albumról. A dal az Egyesült Királyságban a kislemezlista 16. helyén indult, majd 11 hétig a 6. helyen maradt. A Billboard Hot 100-as kislemezlistán is a 6. helyre került. Astley a dalt elénekelte az 1989-es Grammy díjkiosztón és hatalmas sikert aratott.

## Megjelenések
CD Maxi  Németország RCA – PD 42190
1. She Wants To Dance With Me (Extended Mix) 7:14 Mixed By – Mixmaster Phil Harding
2. It Would Take A Strong Strong Man (Matt's Jazzy Guitar Mix) 7:46 Producer – Stock · Aitken · Waterman, Remix – Mixmaster Pete Hammond
3. She Wants To Dance With Me (Instrumental) 4:03 Mixed By – Mixmaster Phil Harding, Producer – Harding  Curnow, Astley

## Slágerlisták
| Slágerlista (1988)                           | Legmagasabb pozíció |
| -------------------------------------------- | ------------------- |
| Ausztrália (ARIA)                            | 15                  |
| Kanada (RPM)                                 | 1                   |
| Németország (Media Control Charts)           | 10                  |
| Spanyolország Spanish Singles Chart          | 5                   |
| Svédország (Sverigetopplistan)               | 12                  |
| Svájc Svájc kislemezlista                    | 12                  |
| Egyesült Királyság (Official Charts Company) | 6                   |
| U.S. Billboard Hot 100                       | 6                   |
| U.S. Billboard Hot Adult Contemporary Tracks | 5                   |
| U.S. Billboard Hot Dance Club Songs          | 13                  |

## Év végi összesítés
| Slágerlista (1989)     | Pozíció |
| ---------------------- | ------- |
| U.S. Billboard Hot 100 | 88      |